# 古偉瀛
古偉瀛（1946年—），臺灣歷史學家。1973年，取得國立臺灣大學歷史學系碩士；1983年，獲加拿大英屬哥倫比亞大學歷史學博士。
主要研究範圍為史學方法、中國大陸及臺灣的基督宗教史。曾擔任哈佛燕京学社訪問學人。

## 作品
- . 1989.
- . 與王晴佳合著. 2000.
- . 2005.
- . 2006.
- . 2008.
- . 2008.

## 註腳
1. ↑  吳慧琨. . 中華基督神修小會.   [2024-11-13].
2. ↑  . homepage.ntu.edu.tw.   [2023-03-11]. （原始内容存档于2023-05-29）.